# Внешняя политика Албании
Внешняя политика Албании в конце XX века прошла путь от практически полной изоляции от остального мира во время правления Энвера Ходжи до активного участия в международных отношениях.

## Обзор
Основными целями албанской внешней политики являются: вступление в Европейский союз и международное признание независимости Косово.
Албания является членом НАТО с 2009 года. 24 июня 2014 года Албания официально стала страной-кандидатом на вступление в Европейский союз.
15 декабря 2010 года вступил в силу безвизовый режим для Албании и ЕС. Он действителен для туристических поездок албанцев во все страны Шенгенской зоны на срок до 90 дней. Обязательным условием является то, что путешественники должны иметь биометрический паспорт.
Большое внимание руководством страны уделяется поддержке албанских общин в окружающих балканских странах — Сербии, Северной Македонии, Черногории, а также связям с многочисленной албанской диаспорой в Италии и других странах Евросоюза.
В 2014 году Албания, в связи с событиями на Украине, ввела против России санкции. В последующие годы Албания продлевала действие санкций против РФ.